# Vak'v
Vak'v (en macédonien Вак'в) est un village du nord de la Macédoine du Nord, situé dans la municipalité de Koumanovo. Le village comptait 108 habitants en 2002.

## Démographie
Lors du recensement de 2002, le village comptait :
- Macédoniens : 108